# 영동일고등학교
영동일고등학교(永東一高等學校)는 대한민국 서울특별시 송파구 잠실동에 위치한 사립 고등학교이다.

## 학교 연혁
- 1977년 12월 30일 : 영동여자고등학교 설립 인가(30학급), 설립자 하점생 선생(제7,8대 서울시 교육감)
- 1978년 2월 28일 : 교사(지상 5층, 지하 1층, 1,024평) 준공
- 1978년 3월 6일 : 영동여자고등학교 개교식 및 입학식
- 1978년 3월 24일 : 학교법인 효송(曉松)학원 설립 인가
- 1978년 3월 24일 : 초대 조민하 이사장 취임
- 1978년 6월 17일 : 초대 하점생 교장 취임
- 1979년 2월 28일 : 교사(지상 5층, 800평) 증축
- 1981년 2월 10일 : 제1회 졸업식(졸업생 591명)
- 1985년 5월 22일 : 효송관 600평 준공
- 1992년 8월 3일 : 제2대 하욱 이사장 취임
- 2004년 3월 1일 : 교명 변경 「영동일 고등학교」 (남녀공학으로 변경)
- 2007년 7월 18일 : 교사 신축(15,680m2)
- 2008년 10월 27일 : 평생교육관 완공(3,457m2)
- 2017년 2월 9일 : 제37회 졸업식(졸업생 493명) 총 졸업생(22,851명)
- 2018년 9월 1일 : 제13대 박애나 교장 취임

## 참고 자료
- 영동일고등학교 - 한국교육학술정보원 학교알리미